# Rimavská Seč
Rimavská Seč, ungarisch Rimaszécs (bis 1927 slowakisch „Siač“ oder „Sečovec“) ist eine kleine Gemeinde in der südlichen Mittelslowakei südlich von Rimavská Sobota nahe der Grenze zu Ungarn.

## Geschichte
Der Ort entstand im 12. Jahrhundert und wurde 1289 zum ersten Mal schriftlich als Zeech erwähnt. Die Geschichte des Ortes ist mit der Adelsfamilie der Familie Széchy verbunden, die die Herrschaft ab 1360 von Veľký Blh übernahm und hier eine Burg errichtete. Während der Türkeneinfälle (1566) wurde der Ort stark in Mitleidenschaft gezogen.
Bis 1918 gehörte die Gemeinde im Komitat Gemer und Kleinhont zum Königreich Ungarn (dort war sie Sitz einer Kreisverwaltung) und kam dann zur neu entstandenen Tschechoslowakei. Durch den Ersten Wiener Schiedsspruch kam sie von 1938 bis 1945 kurzzeitig wieder zu Ungarn. Im Juni 1944 wurden 466 jüdische Einwohner von Rimaszécs und Umgebung ghettoisiert und über Salgótarján in das KZ Auschwitz deportiert.
Der Großteil der Einwohner sind Ungarn (etwa 89 %), der Rest teilt sich auf Slowaken (5 %) und Roma (6 %) auf.

## Bevölkerung
| Jahr                | 1994 | 2004    | 2014    | 2024    |
| ------------------- | ---- | ------- | ------- | ------- |
| Anzahl der Personen | 1700 | 1869    | 2039    | 2219    |
| Unterschied         |      | +9,94 % | +9,09 % | +8,82 % |

| Jahr                | 2023 | 2024    |
| ------------------- | ---- | ------- |
| Anzahl der Personen | 2221 | 2219    |
| Unterschied         |      | −0,09 % |